# Site archéologique d'Alésia
Pour les articles homonymes, voir Alésia.
Situé à Alise-Sainte-Reine, dans le département de la Côte-d'Or, en Bourgogne, sur une colline entre Montbard et Dijon, le site archéologique d'Alésia est le site archéologique de l'oppidum gaulois d'Alésia, du siège d'Alésia en −52 et de la ville gallo-romaine d'Alésia. Les divers monuments du site sont en partie inscrits et en partie classés aux monuments historiques entre 1908 et 1992.
Le site fait partie du projet d'aménagement global appelé MuséoParc Alésia, dont le point d'accueil principal des visiteurs est un bâtiment circulaire dessiné par Bernard Tschumi, devenu depuis juillet 2021, un musée consacré à l'histoire du site depuis le Néolithique jusqu'à aujourd'hui.

## Historique de l'occupation
Dans le cadre de son récit de la légende de l'origine des Gaulois, l'auteur grec de la fin de l'époque républicaine, Diodore de Sicile fait d'Héraclès le fondateur mythique de la ville d'Alésia : celui-ci aurait épousé la fille du roi de la Celtique et aurait contribué à civiliser la Gaule. D'après cette légende, c'est son fils le roi Galathès qui aurait donné son nom aux peuples sur lesquels il régnait. Cet épisode de la geste d'Héraklès s'intègre dans la perspective plus vaste de la fonction pacificatrice et civilisatrice du héros, explorant les confins du monde et permettant, en éradiquant la sauvagerie qui s'y trouve souvent sous la forme de monstre, de rendre possible l'établissement des peuples dans des villes sédentaires.
Sur le plan archéologique, le territoire de l'oppidum d'Alésia et ses environs sont relativement documentés : on sait ainsi que le site est fréquenté au néolithique, notamment sur le mont Auxois et dans son prolongement oriental, le mont Pennevelle ; à l'âge du bronze (entre 2300 et 800 av. J.-C.) le territoire du Haut-Auxois est un secteur dynamique avec plusieurs foyers de peuplement.

### Alésia gauloise
Le site d'Alésia, au cours des derniers siècles de la protohistoire, ne se résume pas à l'oppidum gaulois des Mandubiens, lieu du célèbre siège d'Alésia de 52 av. J.-C. Le plateau est en fait occupé probablement dès le Ve siècle av. J.-C., du fait entre autres de son positionnement stratégique au débouché d'un axe de circulation rejoignant Massalia et utilisée par les commerçants gaulois travaillant avec les Phocéens. Les modalités de l'urbanisation de l'Alésia celtique sont mal connues cependant, du fait de la présence de niveaux archéologiques romains bien conservés sur le site. Toujours est-il qu'il se mue progressivement en petite communauté urbaine, se dotant d'un rempart de type murus gallicus. Selon Diodore de Sicile, la ville est le « foyer religieux et la métropole de toute la Celtique », l'historien grec évoquant le mythe selon lequel elle aurait été fondée par Héraclès lors de son passage en Gaule. Une telle centralité religieuse reste cependant probablement reconstruite a posteriori par l'historien grec. En l'état actuel des données archéologiques, il est difficile d'y identifier par la fouille, un réseau de sanctuaires celtiques d'envergure, peut-être du fait de son oblitération partielle par les édifices romains ultérieurs. Faire d'Alésia un centre important du monde celtique procéderait chez Diodore de Sicile d'une forme de narration téléologique, visant à faire du siège un couronnement religieux des campagnes de César, l'aboutissement de sa guerre, en capturant d'un coup le chef des coalisés et la métropole religieuse des vaincus. Des traces d'un espace de banquets communautaires enclos par un vaste fossé comblé par de nombreux restes d'animaux abattus, cuits, et consommés, ainsi que des milliers de fragments d'amphores vinaires italiques, ont été découvertes sous les niveaux romains du sanctuaire d'Apollon Moritasgus, localisé sur les pentes orientales du plateau au lieu-dit de La-Croix-Saint-Charles. Ce lieu de réunion pré-romain daterait des années 100 - 80 av. J.-C. ; le sanctuaire romain — un sanctuaire faisant la part belle au culte des eaux de sources qui jaillissent à cet endroit du fait du changement de couche géologique — situé au même emplacement, fut quant à lui fouillé par Émile Espérandieu au début du XXe siècle et par Olivier de Cazanove au cours des années 2008-2018. Ce temple et les édifices associés témoignent, si ce n'est d'une connaissance par la communauté romaine d'Alésia d'un lieu de culte antérieur, d'une topographie religieuse opportunément liée aux sources qui s'y trouvent.

### Siège d'Alésia
Le siège d'Alésia, bataille décisive de la guerre des Gaules, voit s'affronter d'une part 10 ou 12 légions romaines (environ 60 000 légionnaires) de l'armée romaine de Jules César avec en plus des auxiliaires (dont sa cavalerie), dont le nombre exact n'est pas connu, et d'autre part, près de 80 000 fantassins gaulois avec en plus une cavalerie dont le nombre exact n'est pas connu, assiégés dans l’oppidum avec Vercingétorix, ainsi que plus de 200 000 guerriers des peuples gaulois venus leur porter secours. À la suite de différentes escarmouches de cavalerie et d'une poursuite de plusieurs semaines, Vercingétorix est contraint de s'enfermer dans l'oppidum des Mandubiens avec ses hommes. Rapidement, César installe un vaste dispositif d'encerclement et d'investissement, refusant de mener un assaut meurtrier, et préférant affamer les défenseurs contraints d'évacuer les civils et la cavalerie.
Malgré une infériorité numérique, la victoire de César, dont les troupes sont mieux organisées, marque la fin de la résistance des peuples celtiques indépendants sous l'égide de Vercingétorix, et sanctionne définitivement la réussite de la conquête romaine de la région, qui ne sera organisée et divisée en provinces que sous Auguste, ouvrant l'époque que l'on qualifie traditionnellement de gallo-romaine. Un grand nombre de vestiges de ce siège ont été découverts à Alise-Sainte-Reine et dans ses environs. Ces vestiges, constitués de plusieurs dizaines de kilomètres de structures linéaires fossoyées, de talus fortifiés en motte de gazon coiffés de palissades, de tours, de fosses et de pièges destinés à briser les charges de cavalerie et d'infanterie, de campements, de centaines d'armements romains, celtiques, germaniques, de monnaies romaines, ou des monnaies celtiques provenant de tous les peuples de la Gaule ou frappées par Vercingétorix, ont constitué dès le XIXe siècle un ensemble d'indices probants pour identifier Alise comme le lieu du fameux siège. On y retrouve en effet tous les éléments constitutifs du système d'investissement établi par César au cours des deux mois de la bataille (circonvallation, contrevallation, campements légionnaires) et relatés dans la Guerre des Gaules, la composition multi-ethnique des armées en présence, la présence de généraux attestés par l'épigraphie (Titus Labienus, Vercingétorix).

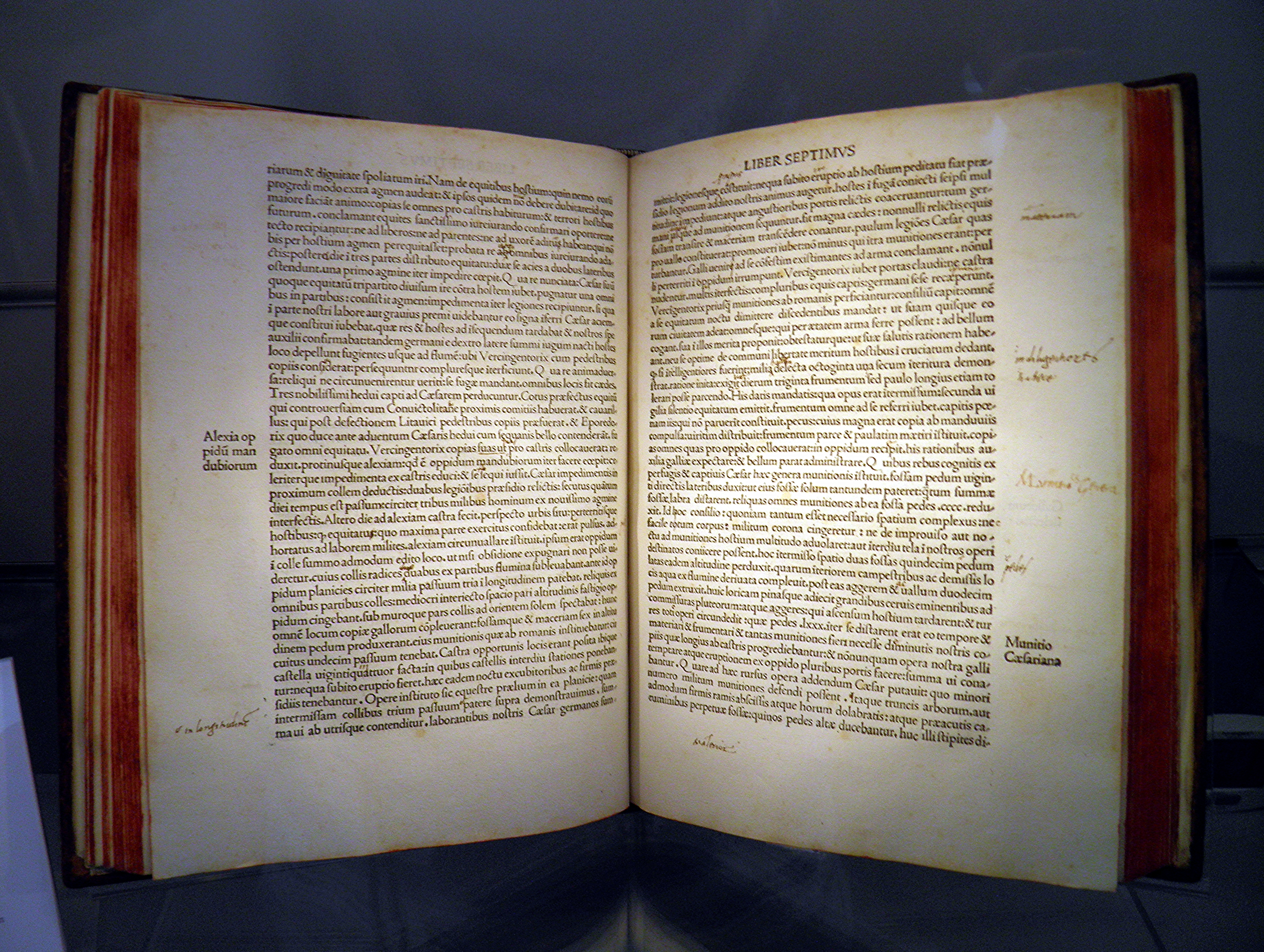
Le témoignage de César : Commentaires sur la Guerre des Gaules de Jules César, édition incunable d'Ottaviano Scoto, Venise, 1482, Bibliothèque Alésia (Dijon).
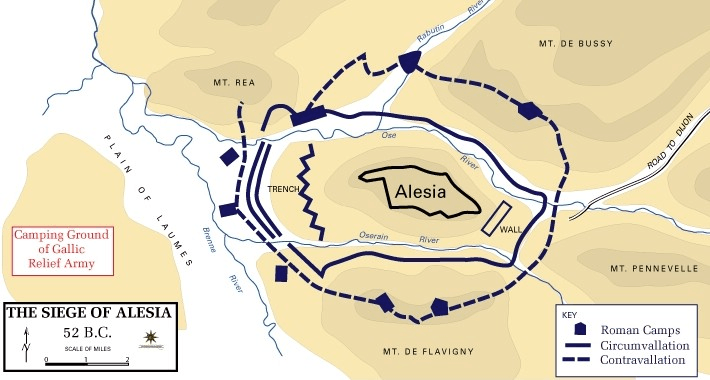
Carte schématique du siège d'Alésia établie à partir des fouilles françaises et franco-allemandes (1991-1997).
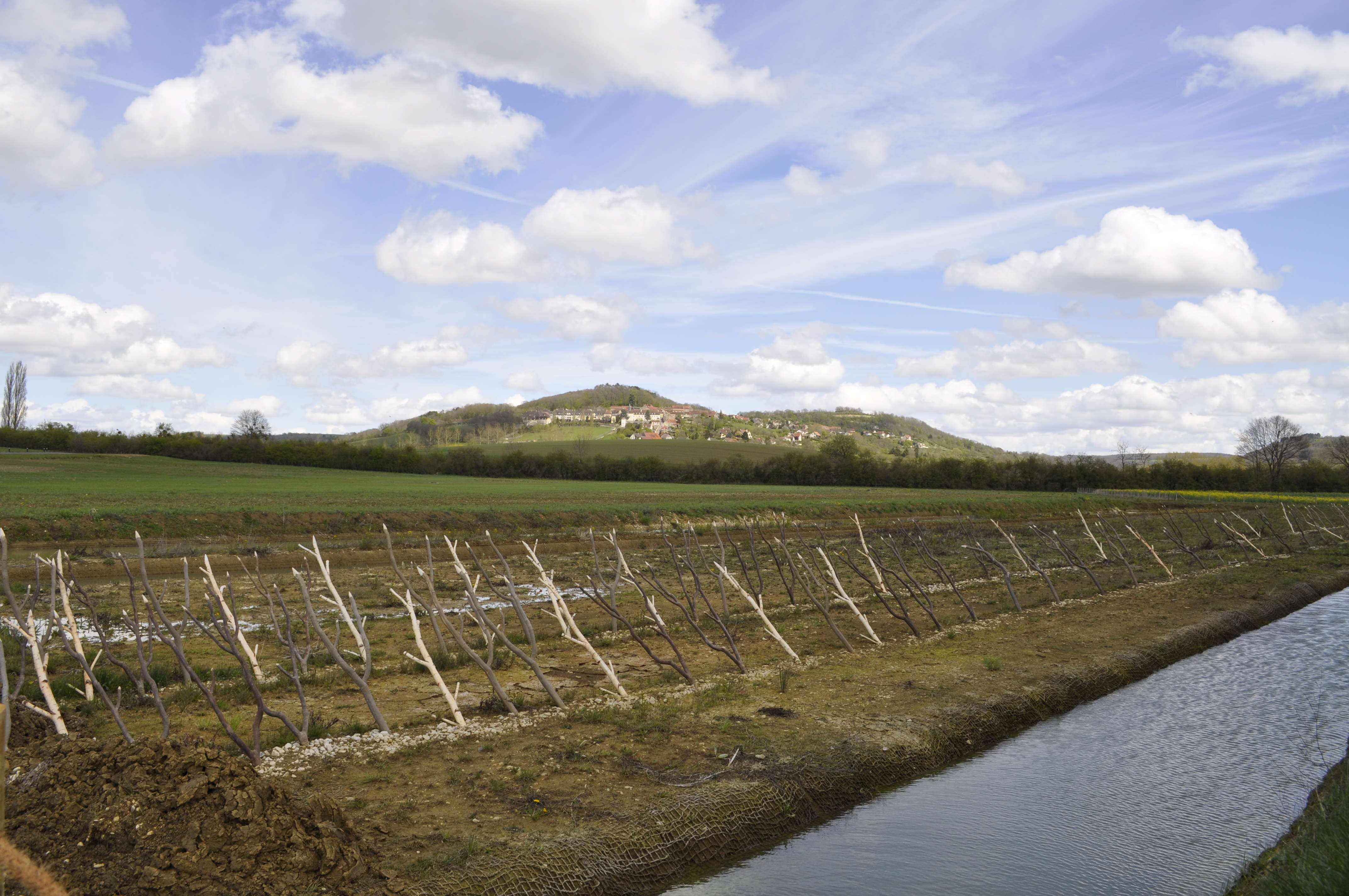
Reconstitution des fortifications romaines dans la plaine des Laumes.

### Alésia gallo-romaine

Territoire des Éduens et d'autres peuples gaulois : les Mandubiens constituent un simple pagus.

La fin du conflit avec Rome n'entraîne pas la fin de l'occupation pour l'oppidum d'Alésia. Même si les Mandubiens ne se virent jamais accorder le droit de former une cité au sein de la province de Gaule lyonnaise, constituant une fraction administrative (un pagus) du territoire des cités voisines, le site reste habité et s'urbanise progressivement selon des modalités architecturales et urbanistiques romaines : on y retrouve un théâtre, un forum, une basilique civile, ainsi qu'un certain nombre de sanctuaires monumentalisés, comme le sanctuaire d'Apollon Moritasgus situé sur les pentes orientales du plateau, au lieu-dit de la Croix Saint-Charles. La ville romaine fut principalement mise au jour lors des fouilles du début du XXe siècle, menées notamment par Émile Espérandieu.

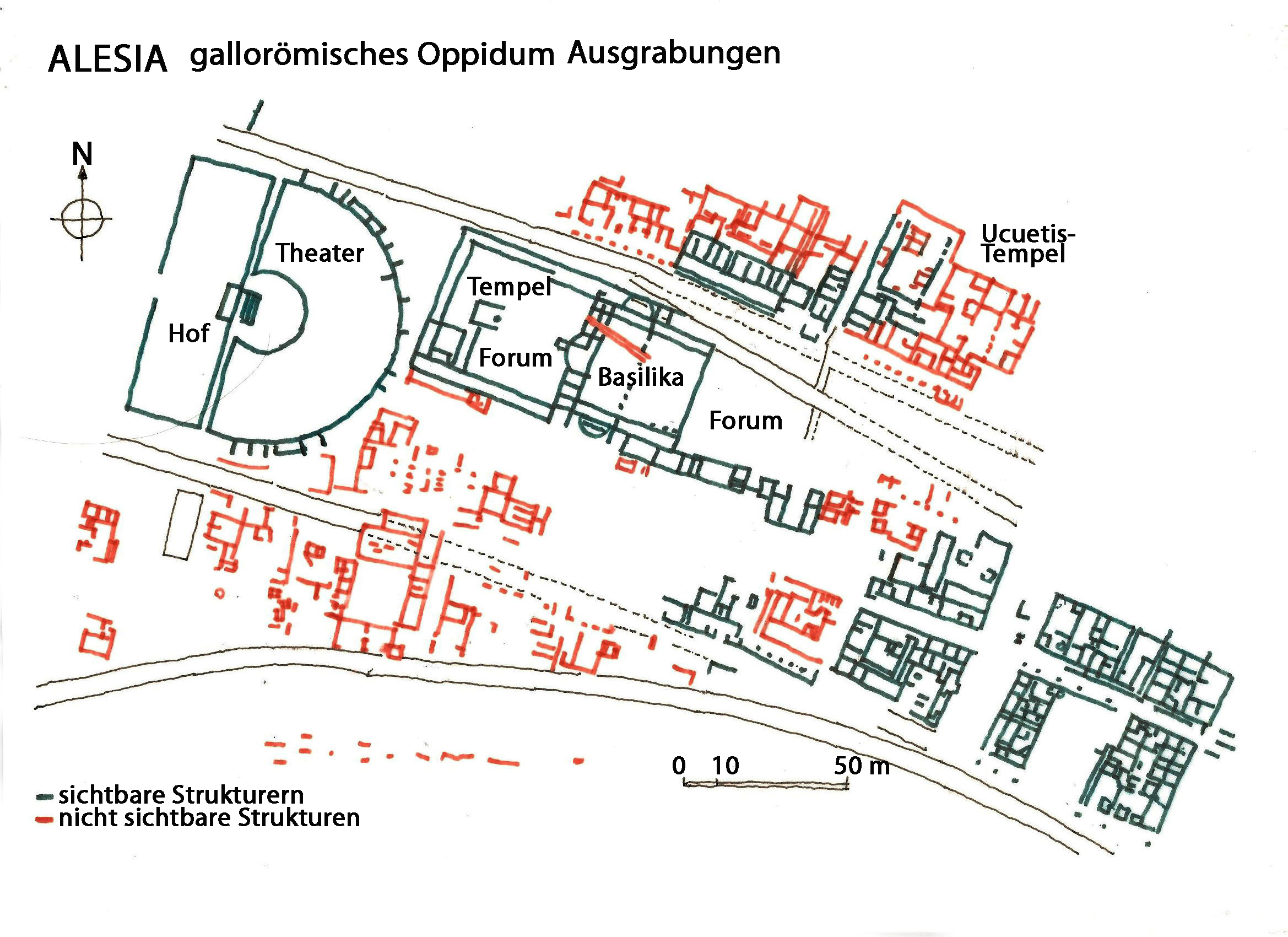
Plan du centre urbain d'Alésia à l'époque romaine.

Alésia est une ville prospère grâce notamment à l’activité réputée d’artisans bronziers et forgerons réunis en corporation sous la protection de la divinité Ucuetis, dont on a retrouvé le siège ; on estime qu'elle abrite une population de 4 000 habitants à son apogée, sur 6 hectares.

### Déclin de la ville romaine et christianisation
La ville semble occupée et active au moins jusqu'au deuxième tiers du IIIe siècle, période au cours de laquelle Alésia — comme bien d'autres villes de la Gaule romaine — semble souffrir d'une rétractation partielle et progressive de son tissu urbain, que l'on explique traditionnellement par la multiplication des incursions liées aux migrations germaniques (Francs et Alamans) en 269 puis en 276. La ville, dans ses formes et lieux d'occupation romains, est abandonnée au Ve siècle, époque à laquelle elle porte encore le nom de pagus alisienses dans les sources.
Un culte chrétien à la sainte locale, sainte Reine, semble se développer très tôt sur le site, puisque certaines découvertes archéologiques permettent de le faire remonter au IVe siècle. Vers les Ve – VIe siècles une basilique chrétienne est construite au centre de ce qui n'est plus guère qu'un hameau. Le site perd définitivement toute importance au IXe siècle, à la suite du transfert des reliques de sainte Reine au monastère de Flavigny à quelques kilomètres de là.

## Redécouverte à l'époque contemporaine

### Un site prometteur: indices anciens et fouilles impériales
Au XIXe siècle, sous l'empereur Napoléon III, un vaste débat a lieu pour situer le site d'Alésia soit à Alise-Sainte-Reine en Côte-d'Or, soit à Alaise en Franche-Comté. La communauté d'érudits s'oriente alors sur la nécessité de mener des recherches à Alise, du fait de la mention du siège dans la région dès le IXe siècle de notre ère par le moine Héri de Saint-Germain d'Auxerre, mais aussi du fait de la découverte à Alise, au début du XIXe siècle, d'une inscription appelée pierre de Martialis comprenant à la fin de son texte la mention du lieu : in Alisiia. L'empereur se range à cette opinion et mandate divers officiers et topographes pour effectuer des fouilles à Alise-Sainte-Reine. Les découvertes sont immédiates : grâce à plusieurs centaines de tranchées, les fouilleurs réussissent à intercepter les vestiges des lignes de César, mettant au jour armes, monnaies, structures, pointant vers la présence sur le site d'une vaste opération militaire datant des années 50 avant notre ère. Le matériel provenant de ces fouilles est aujourd'hui conservé en grande partie au musée d'Archéologie nationale de Saint-Germain en Laye. La nouvelle fait grand bruit et le site est visité par l'empereur, qui imagine par ailleurs un vaste programme de mise en valeur du site, avec l'installation de bornes en pierre pour matérialiser le tracé des lignes de défense romaines. L'empereur finance également la construction d'un des tout premiers musées de site de France, le musée impérial d'Alésia, devenu musée municipal d'Alise-Sainte-Reine, aujourd'hui transformé en espace culturel, après que les collections ont été déposées au Département de la Côte-d'Or en 2011. La statue de Vercingétorix du sculpteur Aimé Millet est finalement érigée en 1865 au sommet de l'oppidum.

### Controverses et confirmations

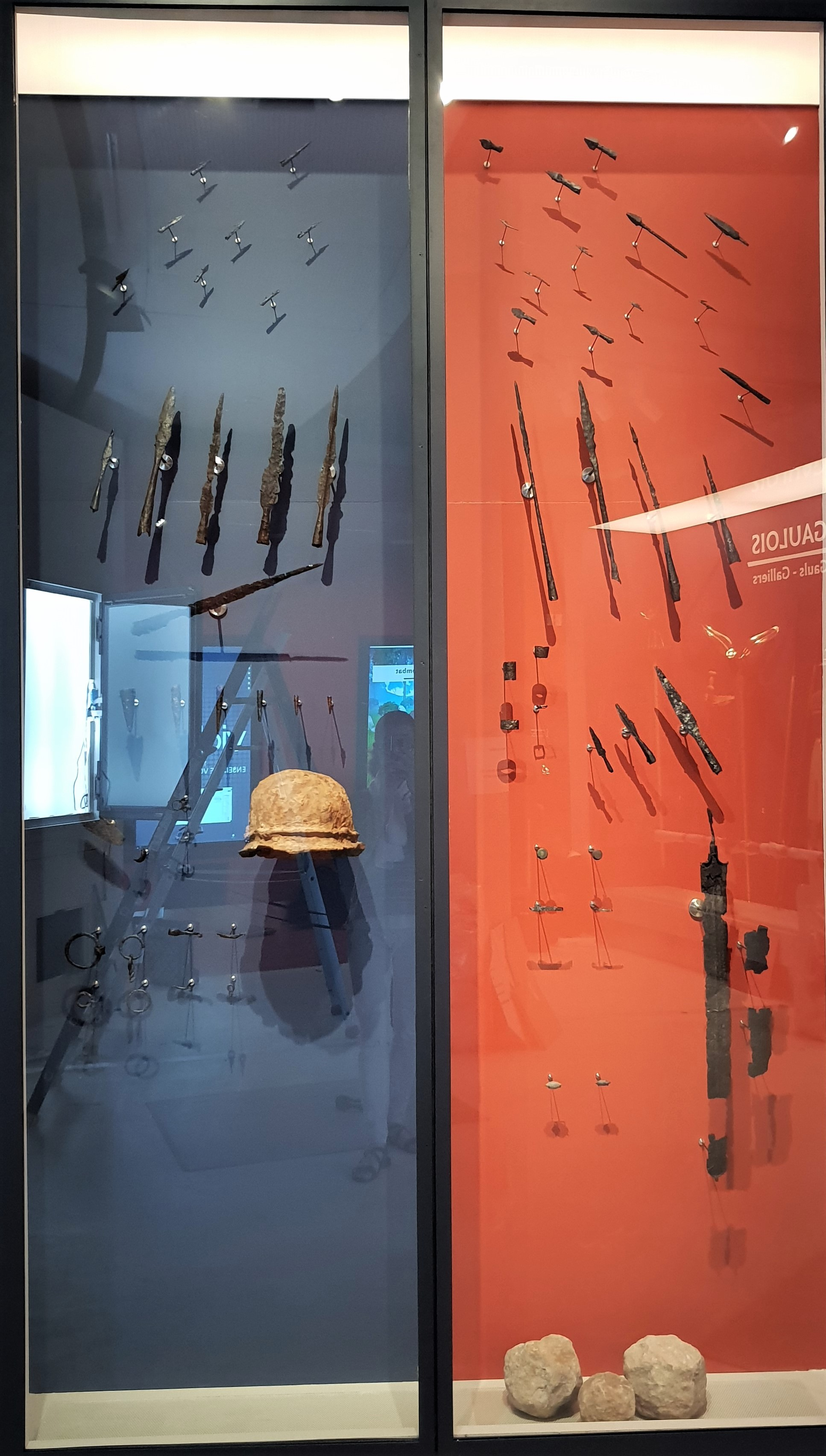
Armes gauloises et romaines du siège de 52 avant J.-C. exposées au MuséoParc Alésia (juin 2021).

Ces découvertes, si elles alimentèrent d'abord un débat scientifique nourri en France, donnant lieu à des centaines d'hypothèses contradictoires quant à la localisation du siège, furent largement reconnues à travers le monde comme difficilement contestables. Au cours du XXe siècle, de nombreuses campagnes de photographies aériennes sont menées autour de l'oppidum (dans un territoire majoritairement cultivé et donc propices à la détection de structures archéologiques depuis les airs) par René Goguey, qui documente par plusieurs centaines de clichés les vastes dispositifs fossoyés, camps, et diverticules établis par l'armée romaine. Malgré les opinions et théories dissidentes, notamment celles d'André Berthier, des fouilles furent reconduites dans les années 1990 afin de vérifier les découvertes des fouilleurs du XIXe siècle. Elles furent dirigées par Michel Reddé et Siegmar Von Schnurbein, et permirent de remettre au jour les structures des fortifications établies par César, de documenter plus précisément les tranchées anciennes — qui s'avérèrent en réalité d'une grande minutie — et de préciser la stratigraphie de certains vestiges.
À cette occasion, de nouvelles armes et monnaies furent mises au jour. Les pièces majeures du mobilier découvert en fouilles ont été restaurées et sont présentées dans le parcours de visite permanent du MuséoParc Alésia à Alise-Sainte-Reine et au Musée d'Archéologie nationale à Saint-Germain-en-Laye.

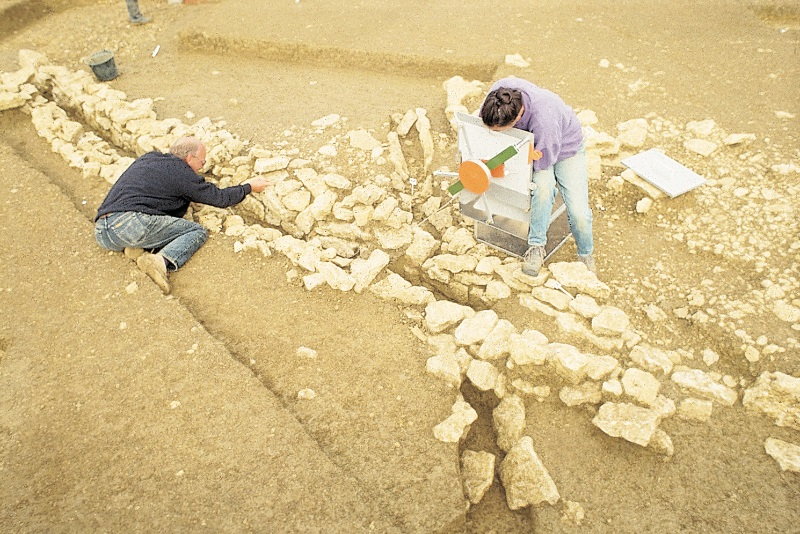
Jürgen Köhler, chef de chantier de l'équipe allemande, relevant des drains (gallo-romains) découverts dans la plaine des Laumes (fouilles de 1992, photo de Michel Reddé).
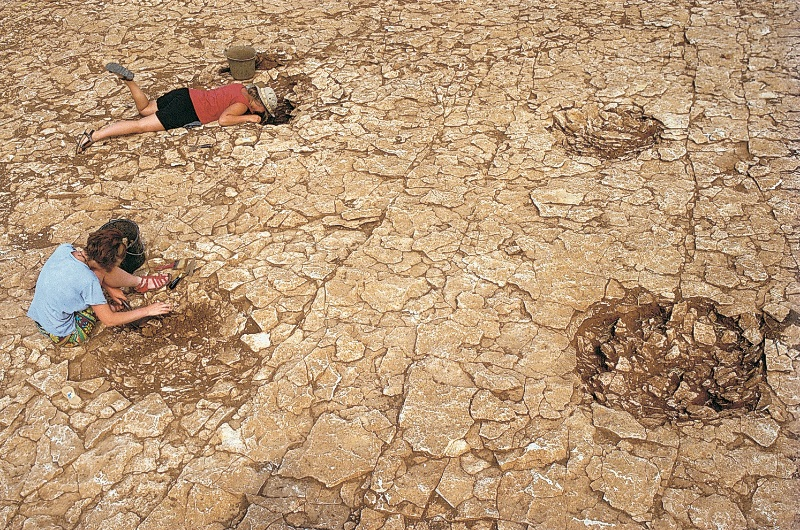
Étudiants français fouillant la circonvallation au sud du camp C (fouilles de 1992, photo de Michel Reddé).
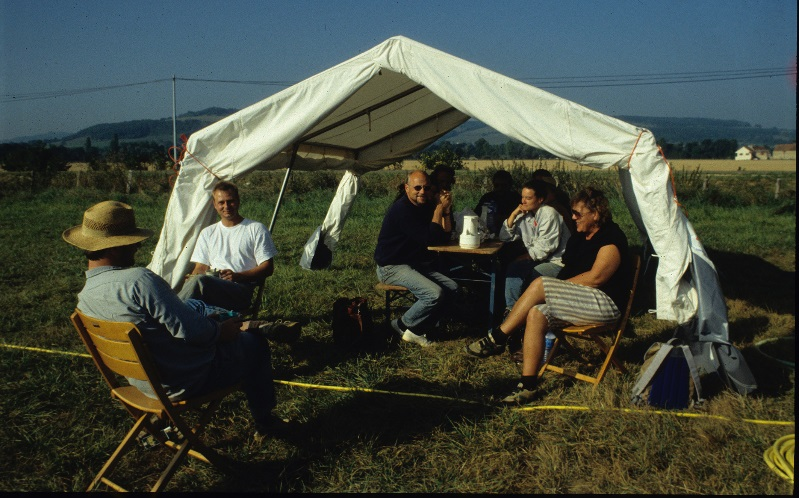
L'équipe allemande au repos. Au centre : Jürgen Köhler (fouilles de 1992, photo de Michel Reddé).
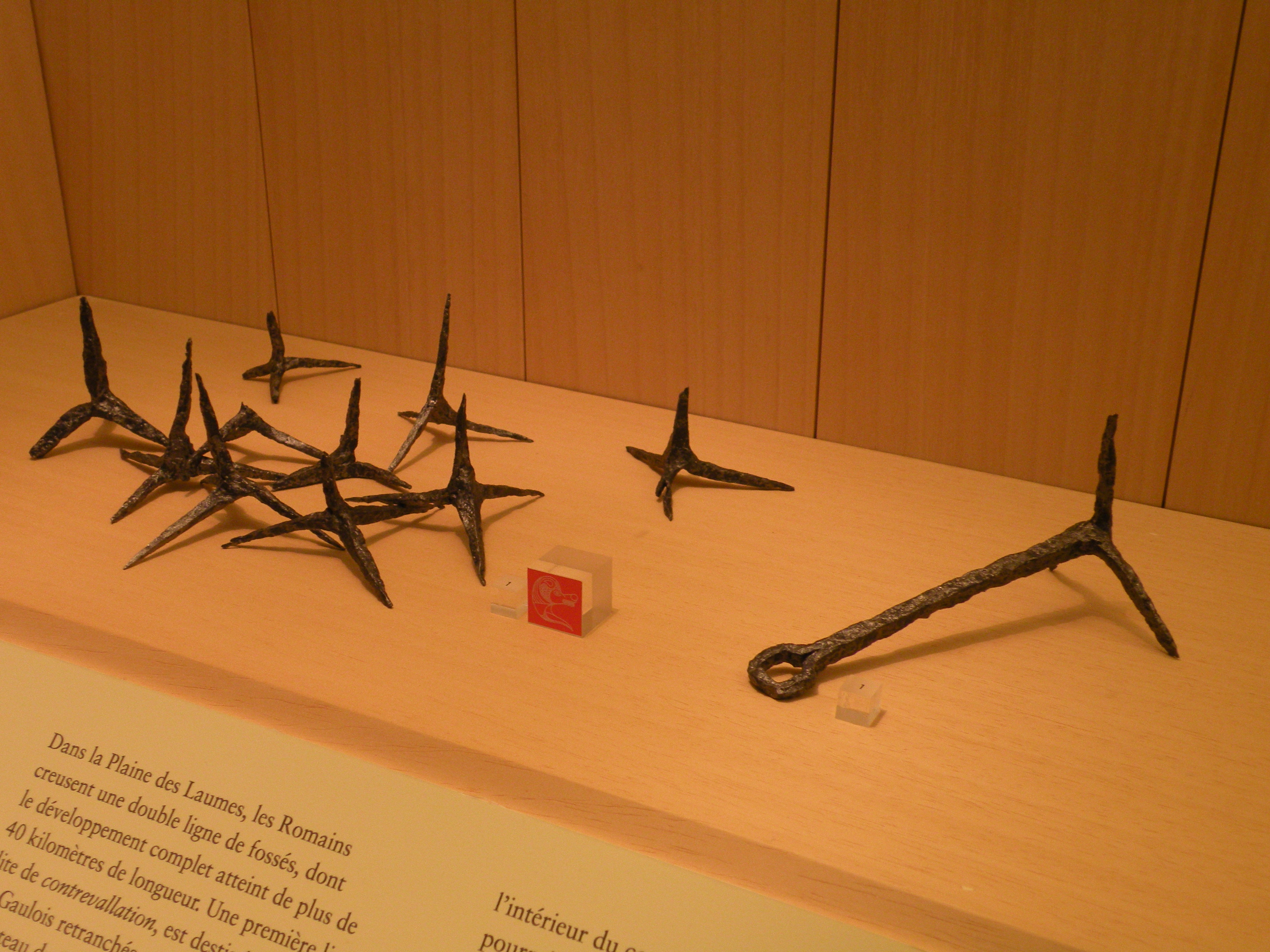
Tribuli romains découverts à Alésia - Musée d'Archéologie Nationale de SaintGermain-en-Laye (décembre 2015).
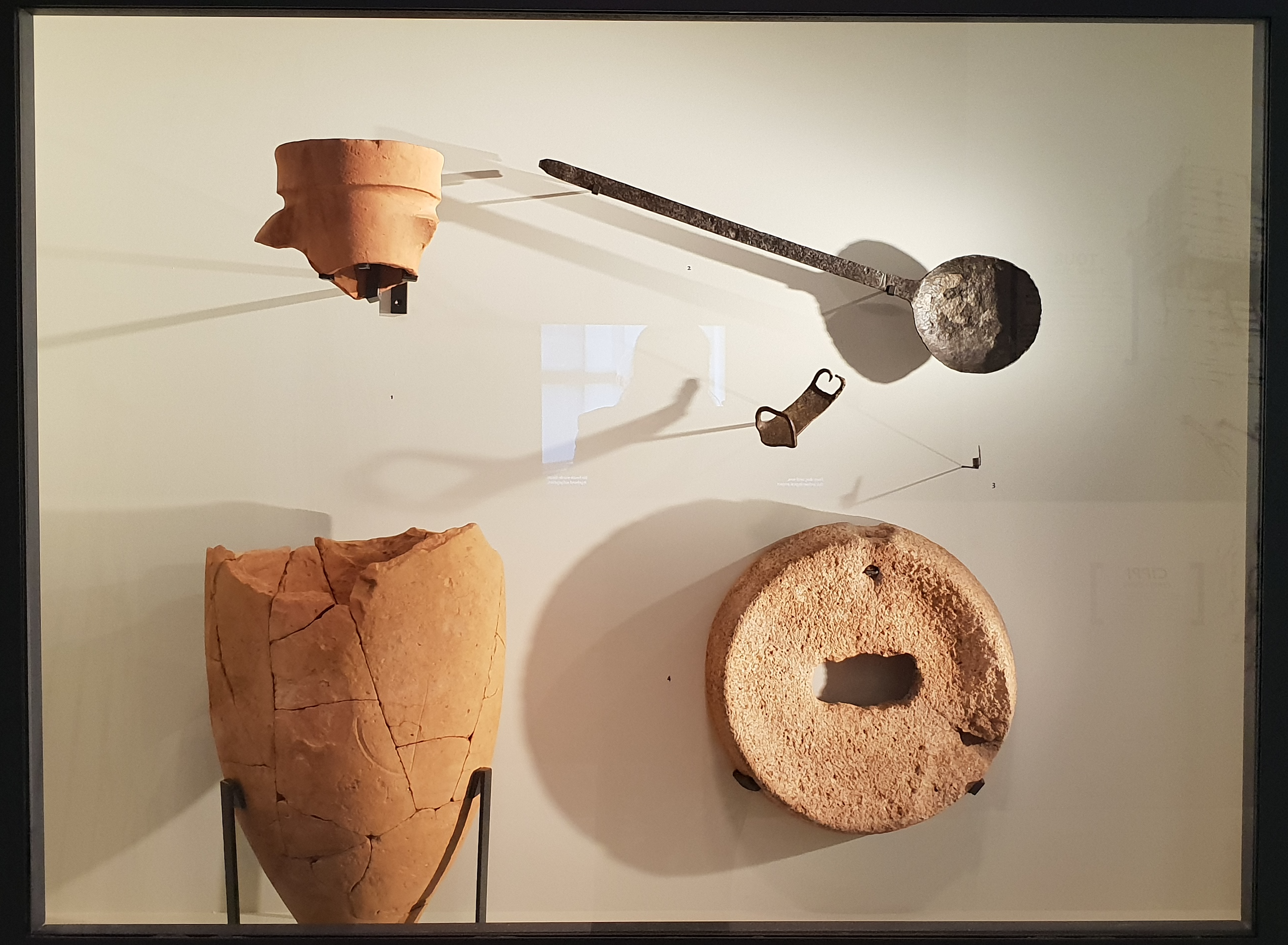
Mobilier du train de la légion romaine - MuséoParc Alésia (septembre 2021).
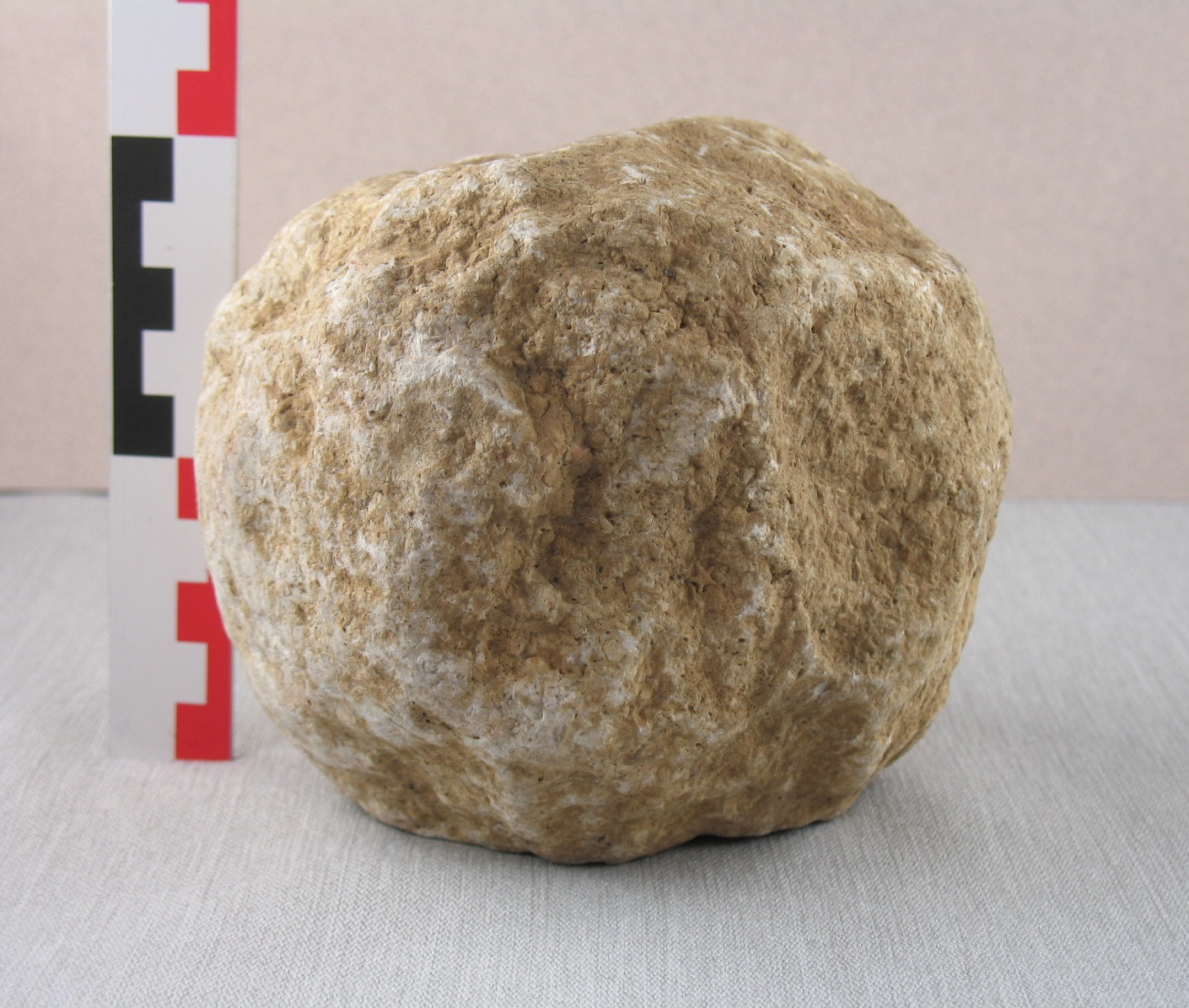
Boulet en calcaire (dépôt du musée municipal d'Alise-Sainte-Reine, à voir au MuséoParc Alésia).

### Les fouilles de la ville antique

#### L'œuvre de la Société des Sciences de Semur-en-Auxois
À partir de 1904, la Société des Sciences historiques et naturelles de Semur-en-Auxois met Alésia à son ordre du jour permanent. Des fouilles sont entreprises sur l'emprise de la ville gallo-romaine. Les nombreux objets découverts forment encore aujourd'hui le cœur de la collection Musée de France. Pour les conserver et les présenter aux touristes, la Société des Sciences fait l'acquisition d'une ancienne auberge de pèlerins dans le village, en contrebas du champ de fouilles. Le musée est inauguré en 1910. Les découvertes sont relatées dans deux publications éditées par la Société : le Bulletin de la Société des Sciences et la revue Pro Alésia, mais aussi dans des carnets et journaux de fouilles manuscrits. Conservées à la Bibliothèque Alésia et rattachées aux collections de la Société des Sciences dont la propriété a été transférée au Département de la Côte-d'Or entre 2005 et 2006, cette documentation originale a fait l'objet d'un programme de recherche et de numérisation entre 2020 et 2023.

#### Les recherches de l'Université de Bourgogne et du Département de la Côte-d'Or
En 1958, la direction des fouilles passe à l'Université de Bourgogne. De nouvelles recherches sont menées sur les vestiges du théâtre, au monument d'Ucuetis et dans les quartiers artisanaux, un centre "Alésia" est créé au sein de l'Université de Bourgogne pour rassembler la documentation de fouilles. En 1993, Alésia devient le chantier-école de l'Université de Bourgogne. L'UMR ARTHEIS, créée en 1995, continue de développer les recherches sur le site d'Alésia.
Avec le soutien du Département de la Côte-d'Or, les fouilles ont repris en 2020 dans le secteur nord du monument d'Ucuetis.

### Les fouilles du sanctuaire d'Apollon Moritasgus
Entre 2008 et 2018, le site a fait l'objet de fouilles au lieu-dit de La Croix Saint-Charles, où un vaste sanctuaire suburbain — situé sur un probable lieu communautaire celtique —, dédié à Apollon Moritasgus, entouré d'un péribole monumental, bordé par la voie venant de Dijon, est remis au jour. Il est notamment composé d'un fanum octogonal, d'un long portique à avancées, d'un édifice thermal de grandes dimensions, ainsi qu'un dense réseau d'adduction d'eau destiné à alimenter non seulement les nombreux bassins et fontaines du sanctuaire, mais aussi à alimenter les thermes en contrebas. Ce sanctuaire avait déjà été fouillé en surface au début du XXe siècle par Émile Espérandieu. La reprise de l'enquête s'est faite sous la direction scientifique d'Olivier de Cazanove, professeur à l'université Paris 1 Panthéon Sorbonne et sous la tutelle de l'université de Bourgogne - Franche-Comté.

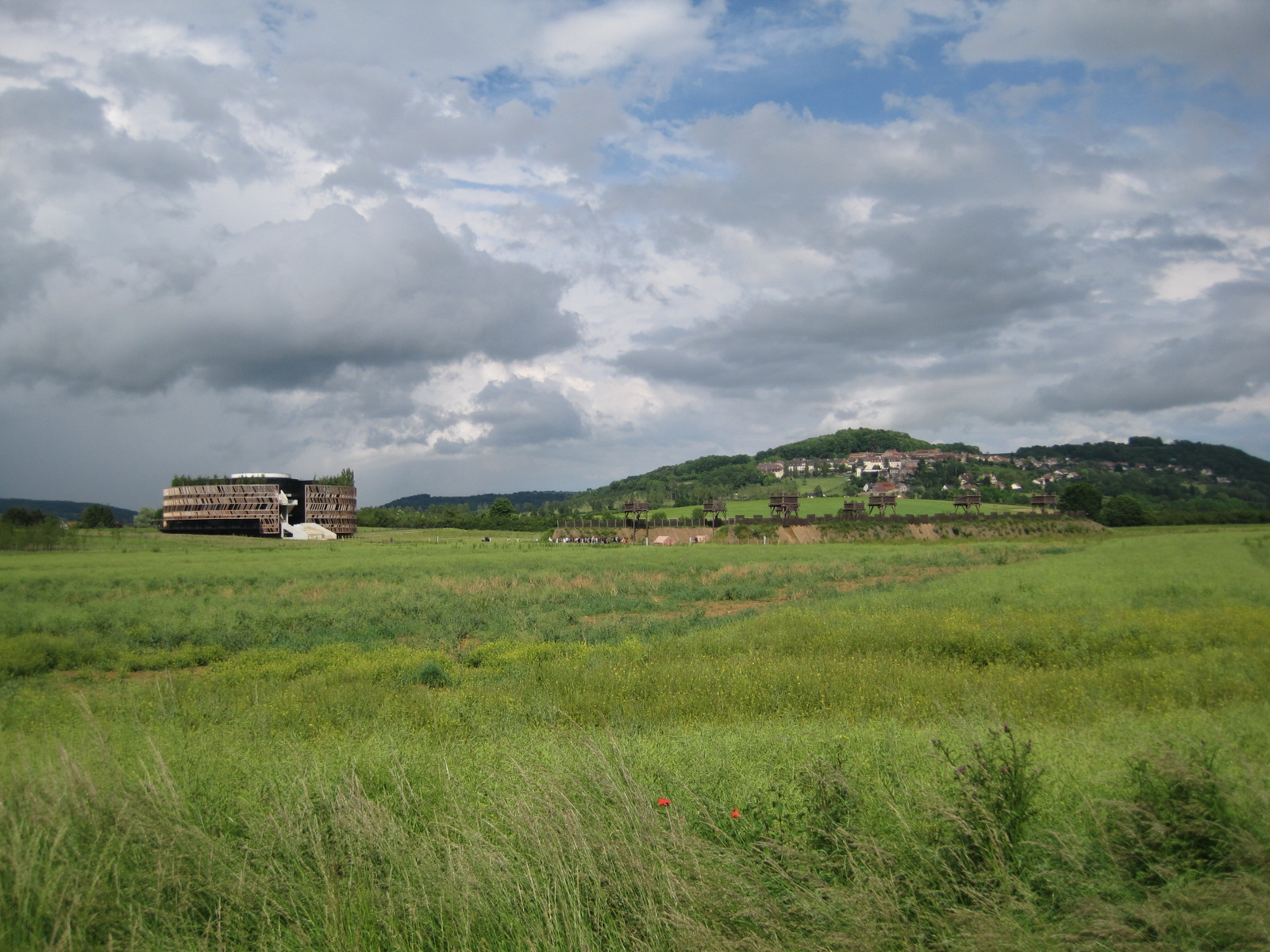
Plaine des Laumes, village d'Alise-Sainte-Reine et Mont-Auxois.
Centre d’interprétation du MuséoParc Alésia devenu musée, inauguré en 2012.
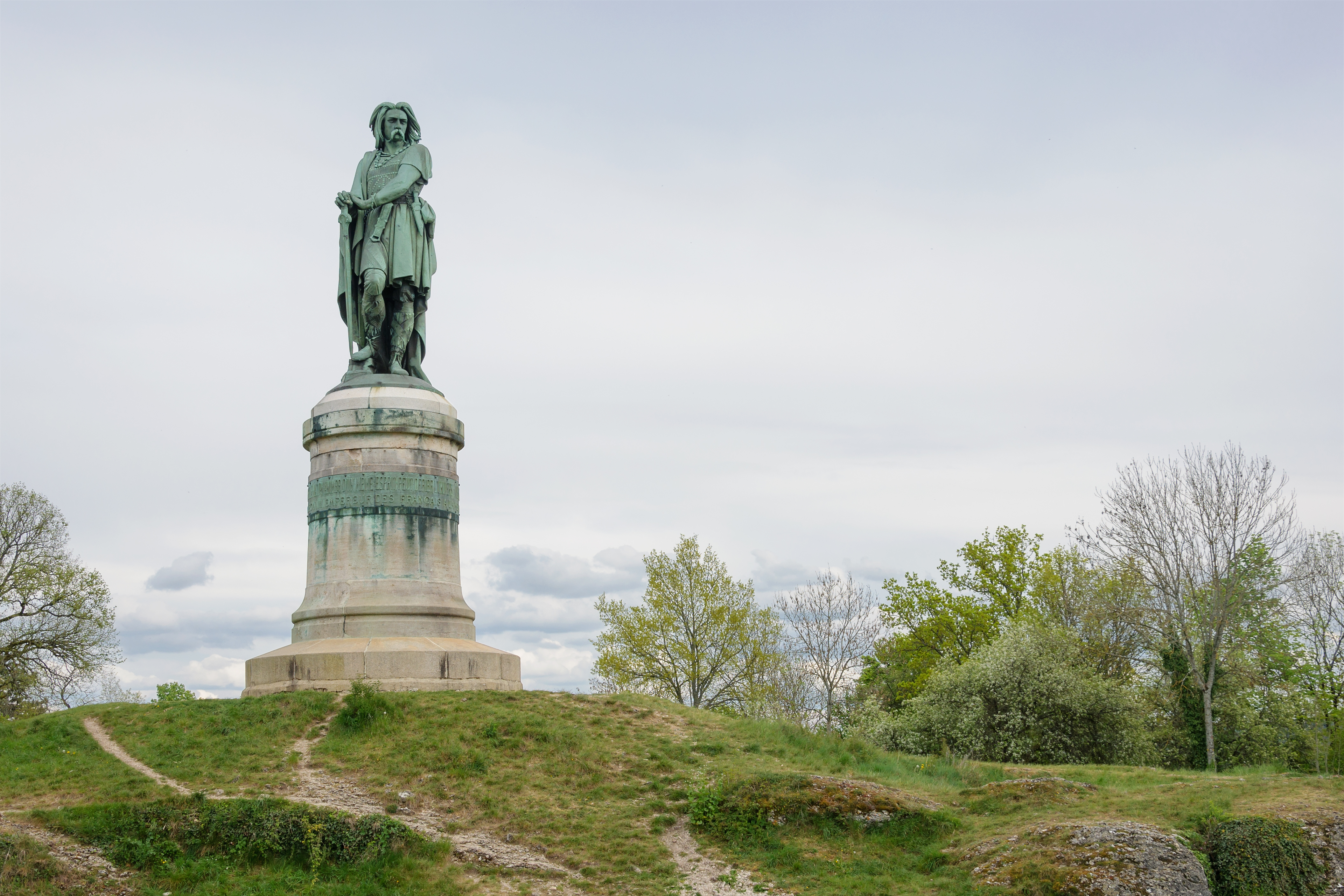
Statue de Vercingétorix du sculpteur Aimé Millet érigée en 1865 près du site archéologique, sous Napoléon III.

## Site archéologique d'Alésia
Le site archéologique antique d'Alésia est composé entre autres de :
- deux accès fortifiés aux extrémités est et ouest de l’oppidum ;
- de quartiers artisanaux, commerçants et d'habitations en matériaux périssables (bois, torchis...) dont il subsiste des fondations et des caves en pierre de taille ;
- des rues partiellement pavées qui raccordent les divers îlots ;
- le sanctuaire de Cybèle (grande Déesse, déesse mère ou mère des dieux) saccagé vers 370 ;
- un théâtre romain à l'ouest de 5 000 places ;
- un forum romain fermé par une basilique religieuse ;
- le monument d'Ucuetis (dieu celtique de la métallurgie) avec une cour bordée de portiques et une salle souterraine creusée dans la roche (ancien siège et lieu de culte de la corporation des bronziers et des forgerons) ;
- un bâtiment rectangulaire ouvert au centre de l'agglomération avec décor sculpté de têtes négroïdes massacrées et de guerriers gaulois ;
- un fanum octogonal dédié à Apollon Moritasgus, construit au sein d’un vaste sanctuaire où les populations viennent remercier le dieu pour la guérison accordée ;
- un temple de quatre colonnes entouré d'une enceinte du IIe siècle, probablement dédié à Taranis (dieu celtique du ciel et de l'orage) ou à Jupiter (père des dieux et dieu romain de la terre, du ciel et des êtres vivants) ;
- des thermes romains constitués de diverses salles (palestre, édicule à la déesse, caldarium, tepidarium…) ;
- des traces du culte chrétien de sainte Reine aux Ve et VIe siècles, date où Alésia est en ruine.

## Galerie photos

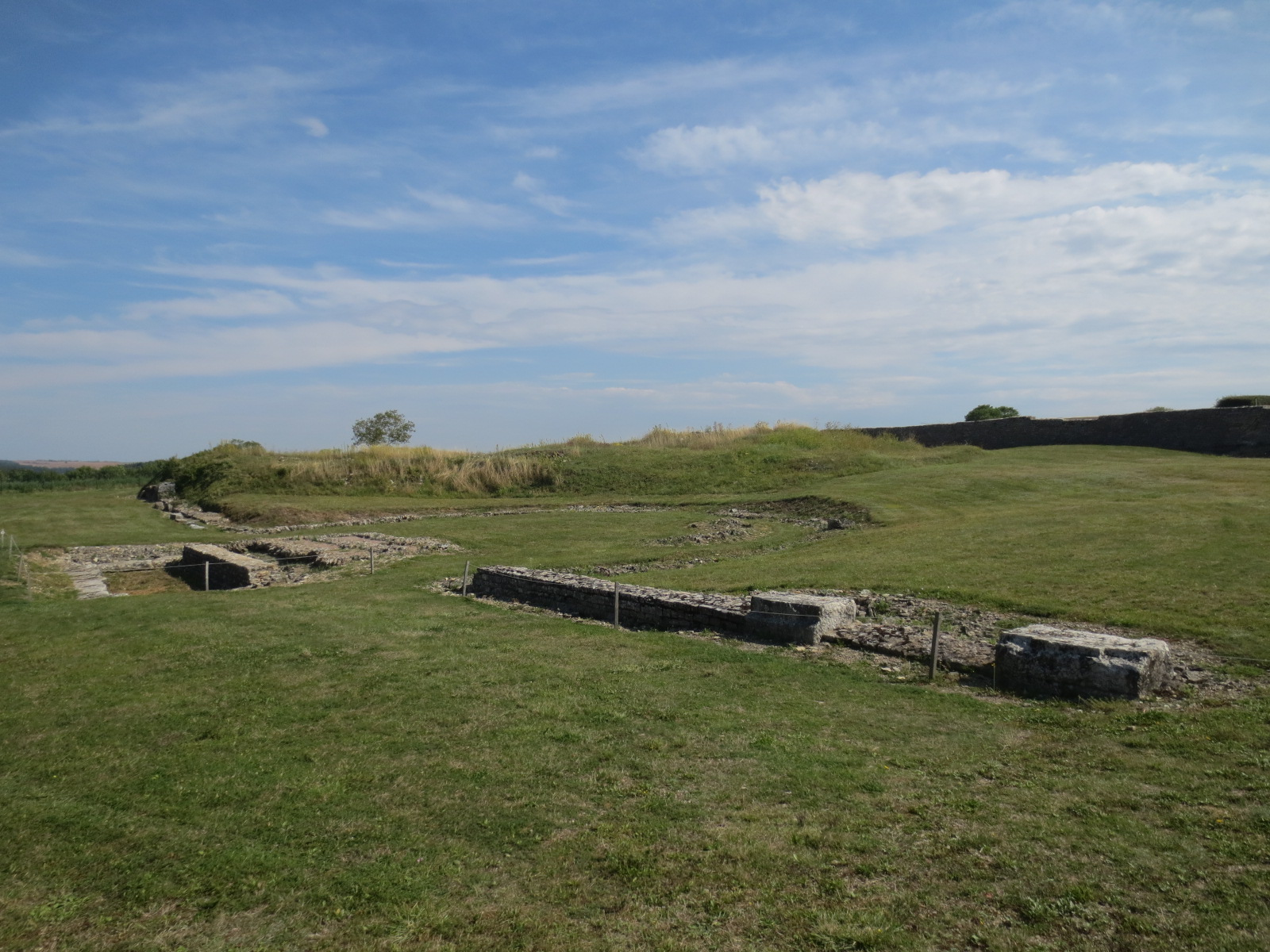
Théâtre gallo-romain semi circulaire de 5 000 places.
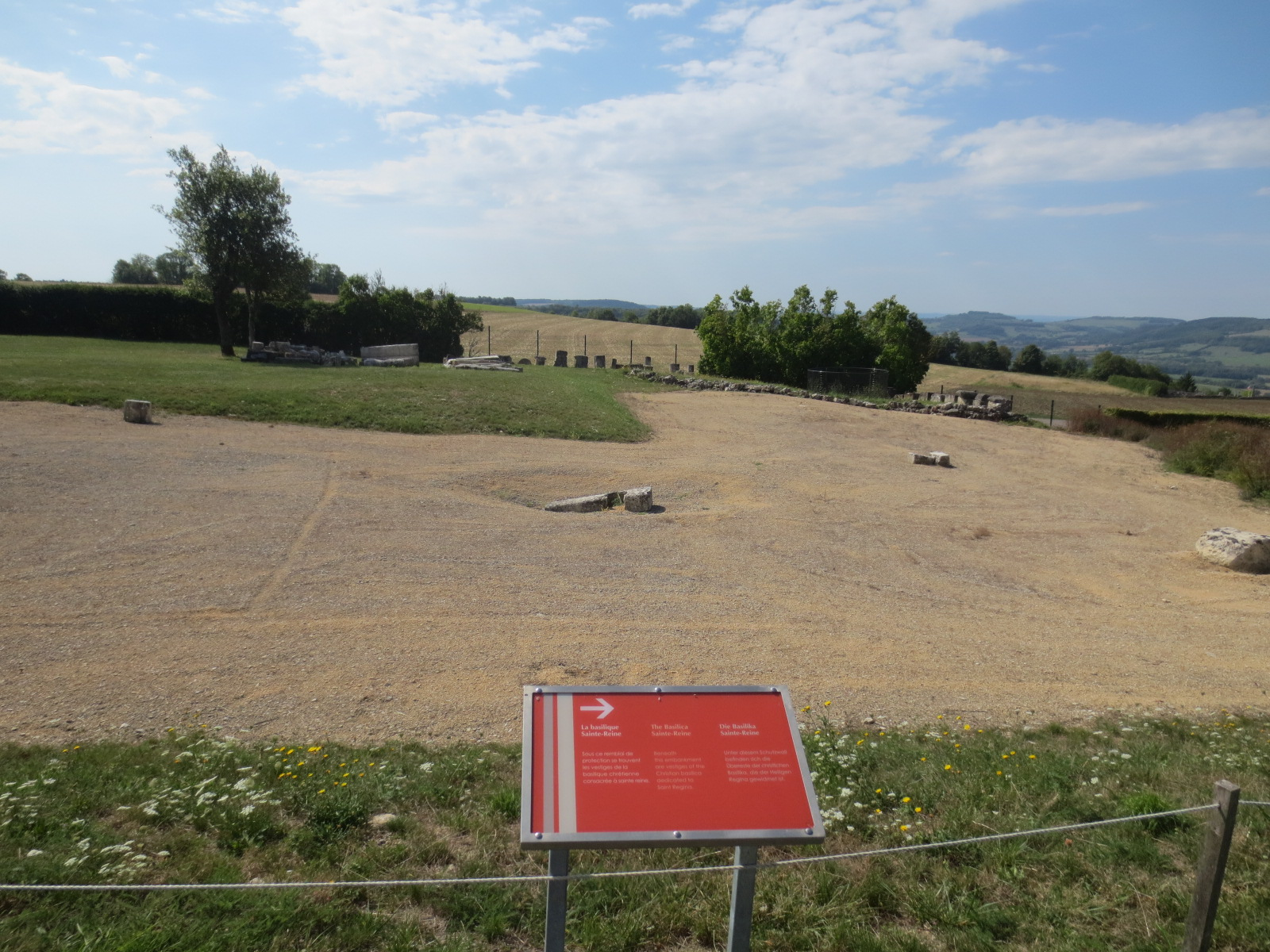
Sous le remblai, basilique chrétienne consacrée à sainte Reine.
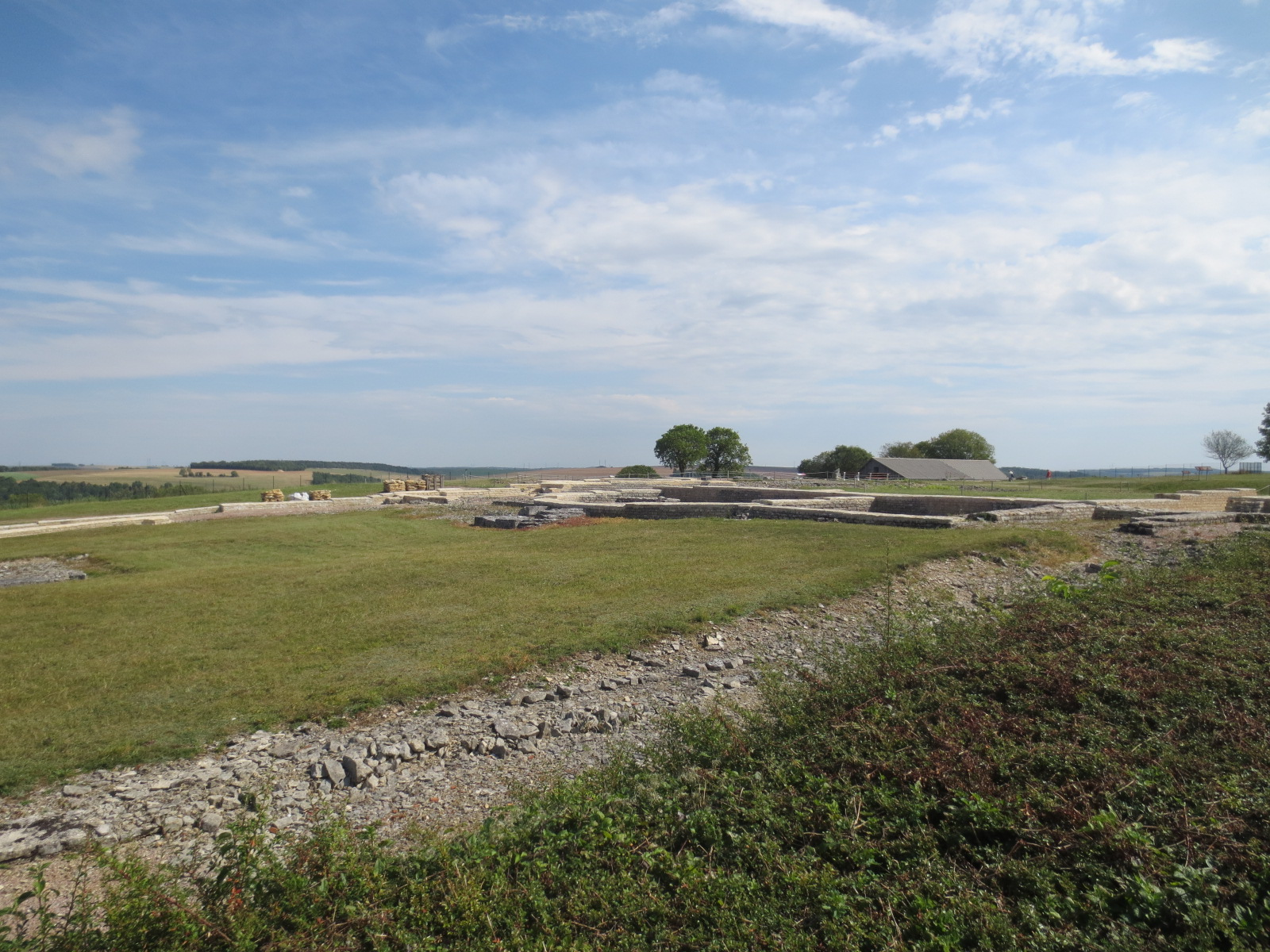
Temple et son aire sacrée, consacré au dieu romain Jupiter.
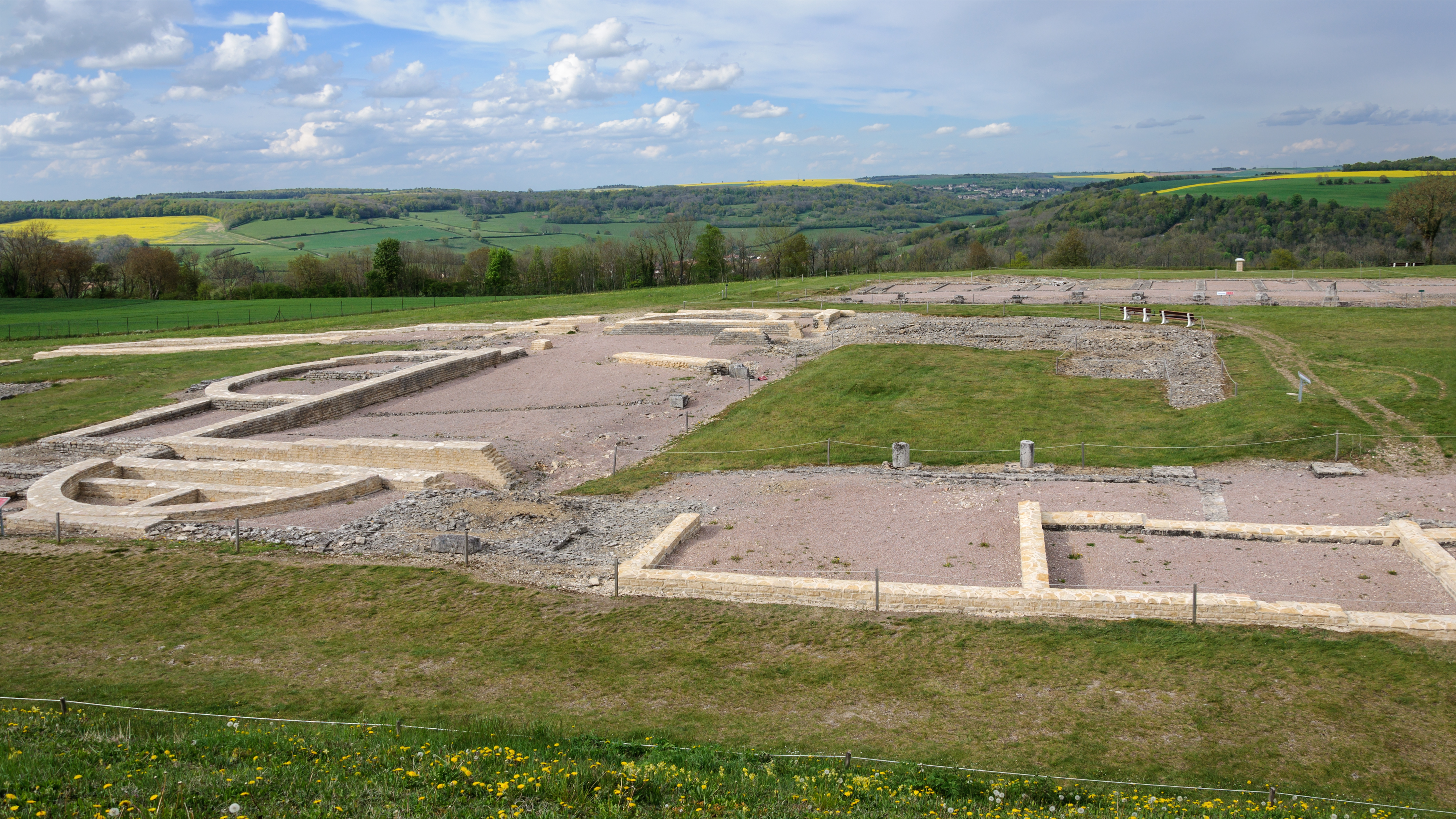
Basilique civile du conseil municipal et du tribunal.
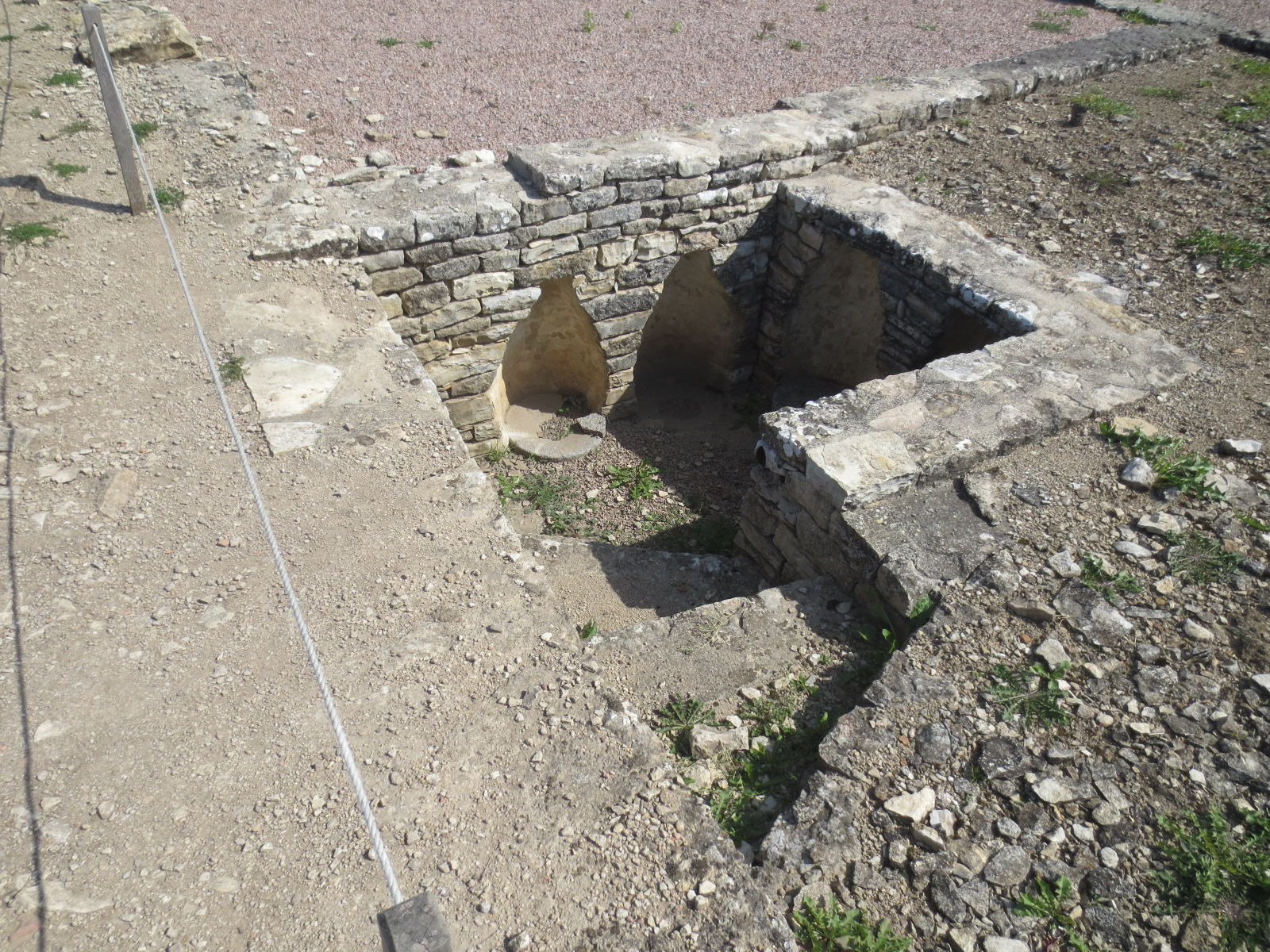
Cave dite « aux amphores ».
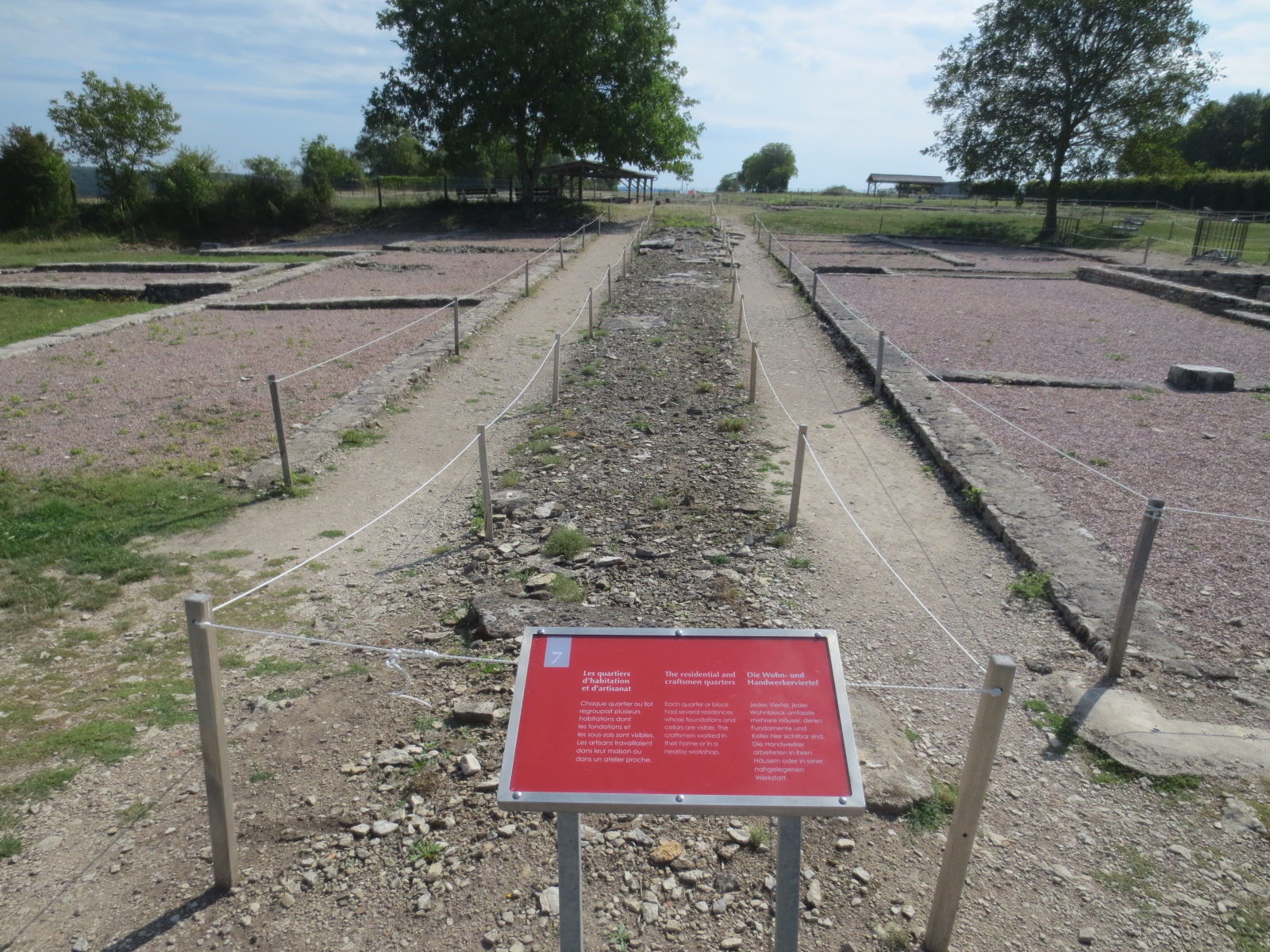
Quartier d'habitation et d'artisanat.
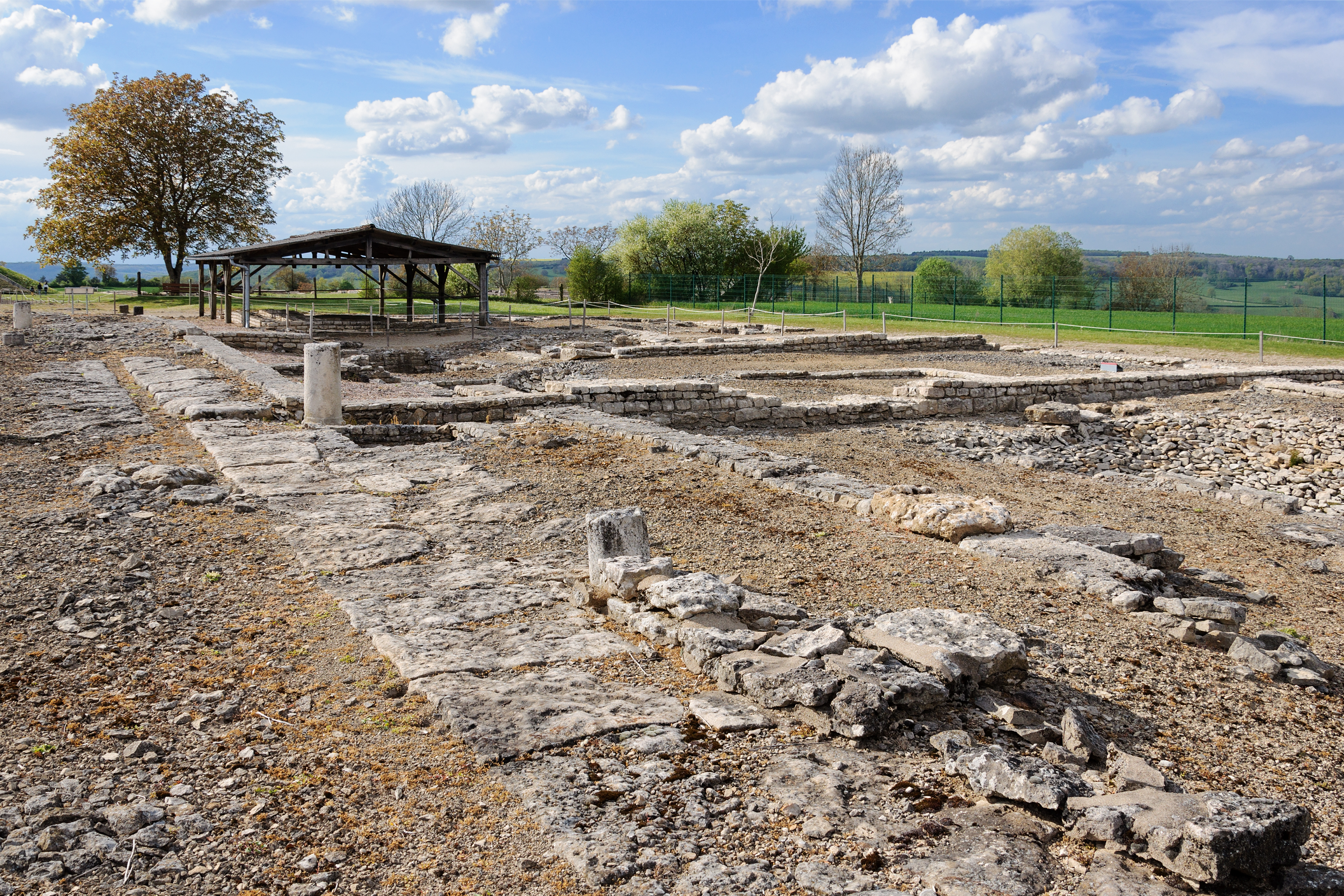
Rue avec portique.
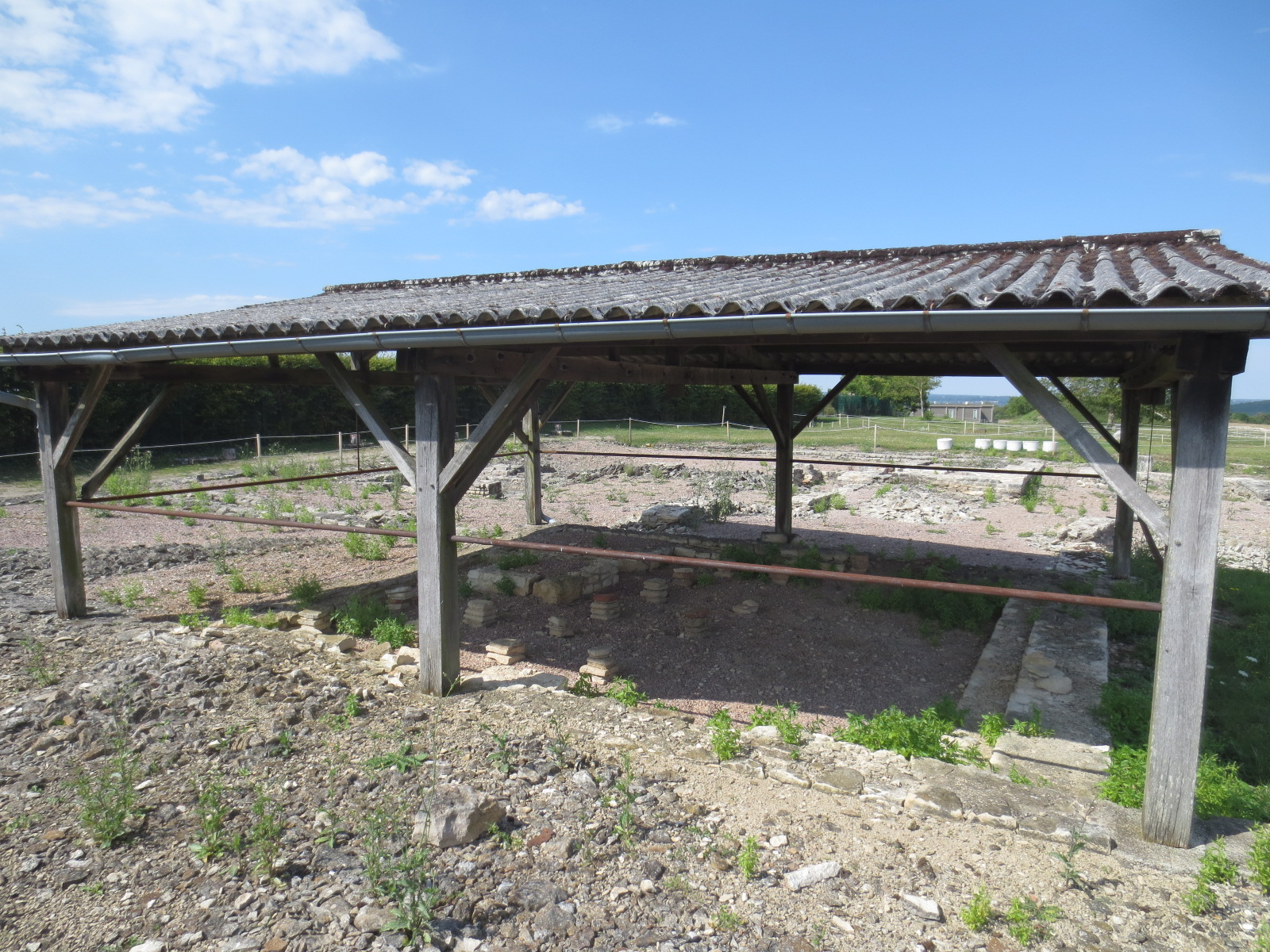
Vestige de chauffage au sol / hypocauste.
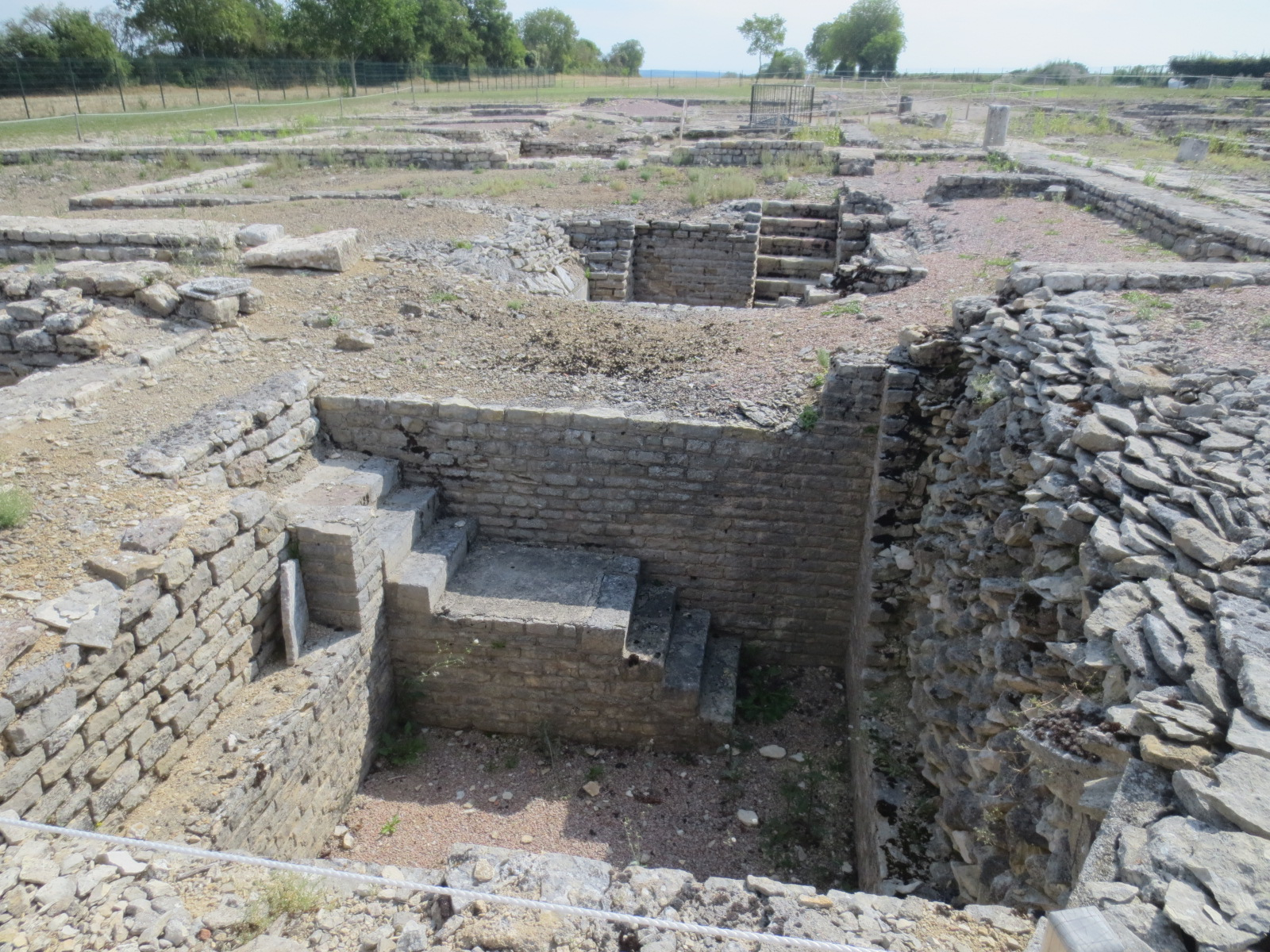
Caves.
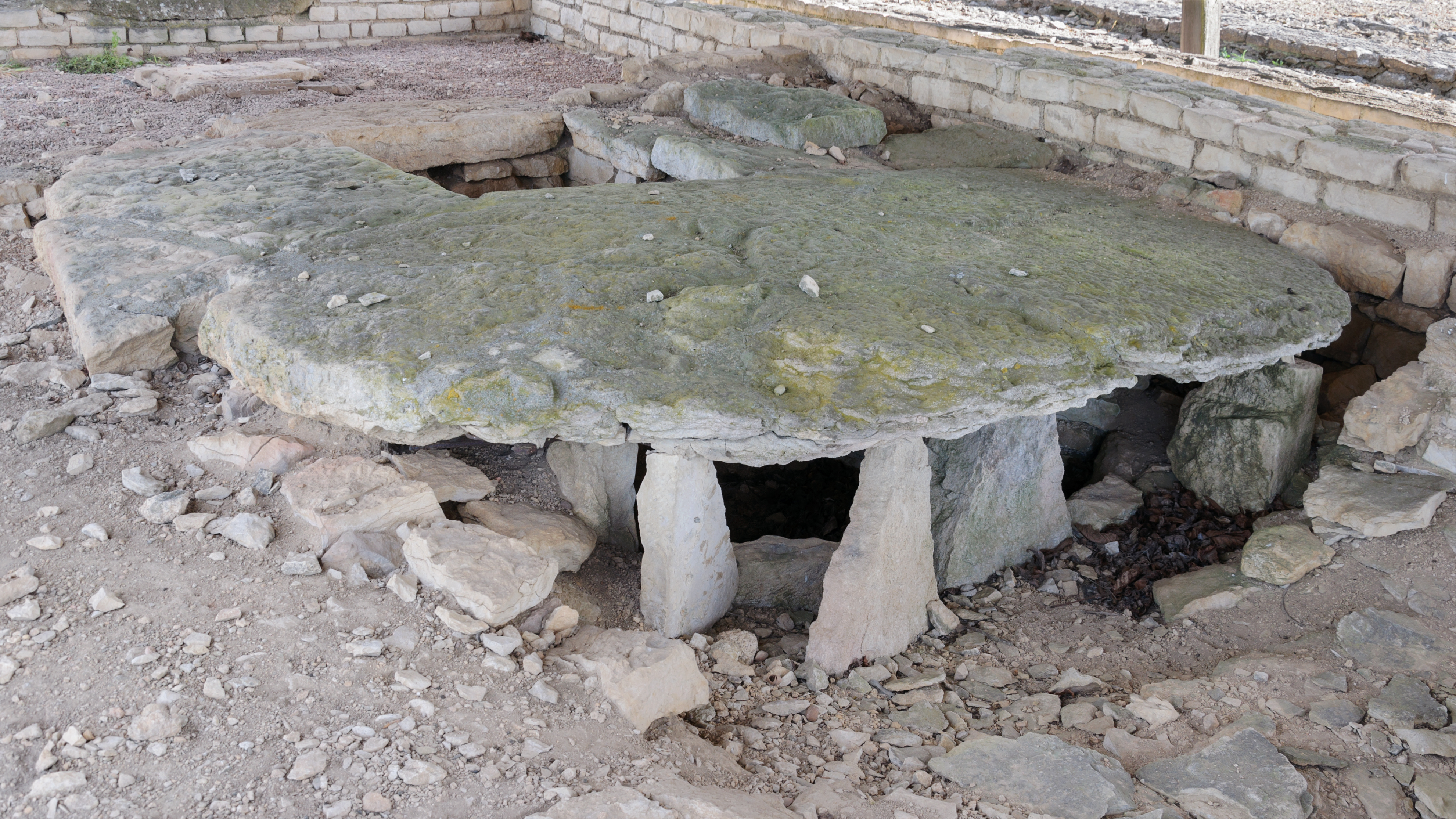
Four de bronziers pour la production d'objet en bronze.
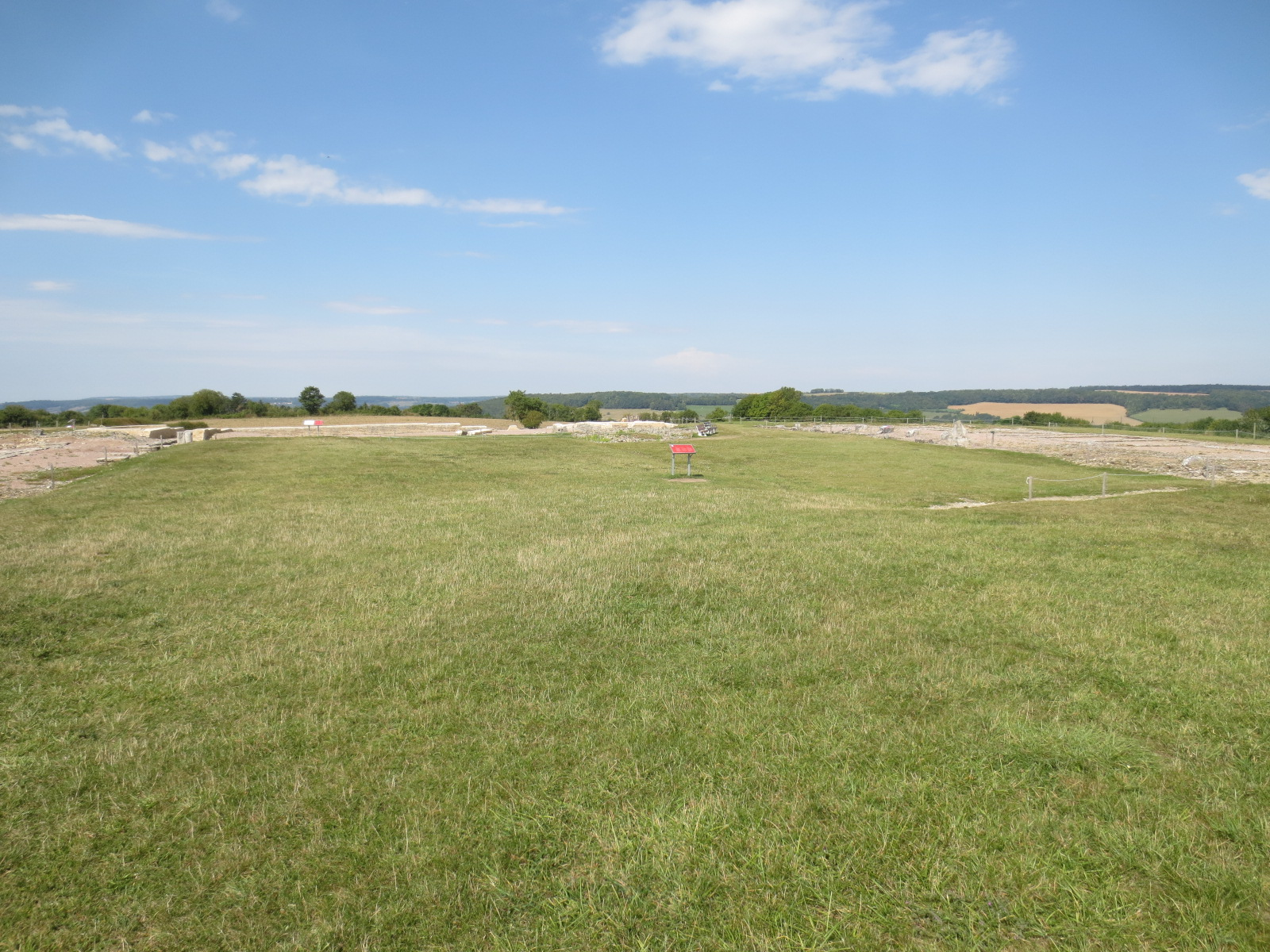
Forum / place publique entouré de boutiques.
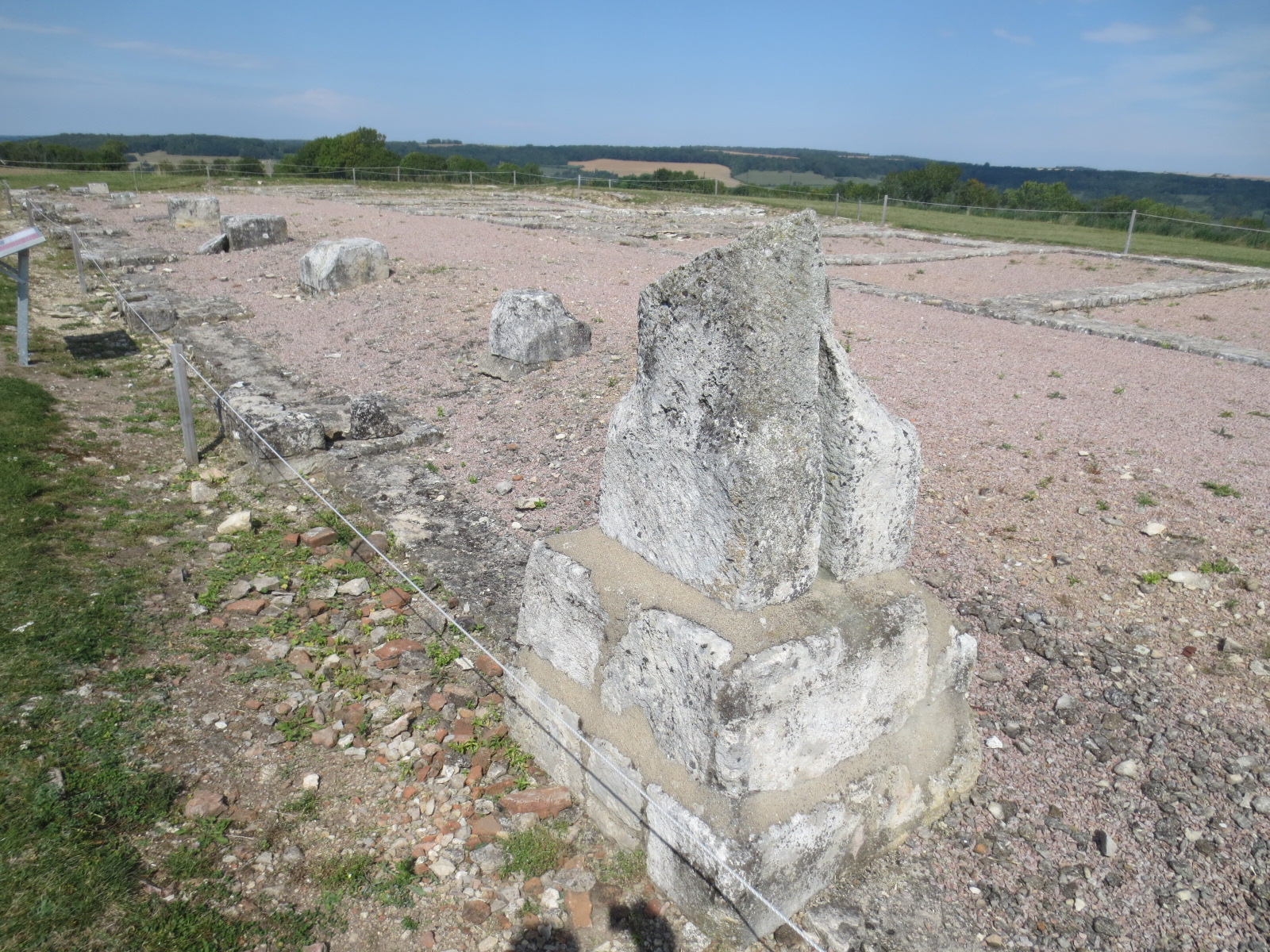
Édifice à double colonnade qui abritait des boutiques et des habitations.
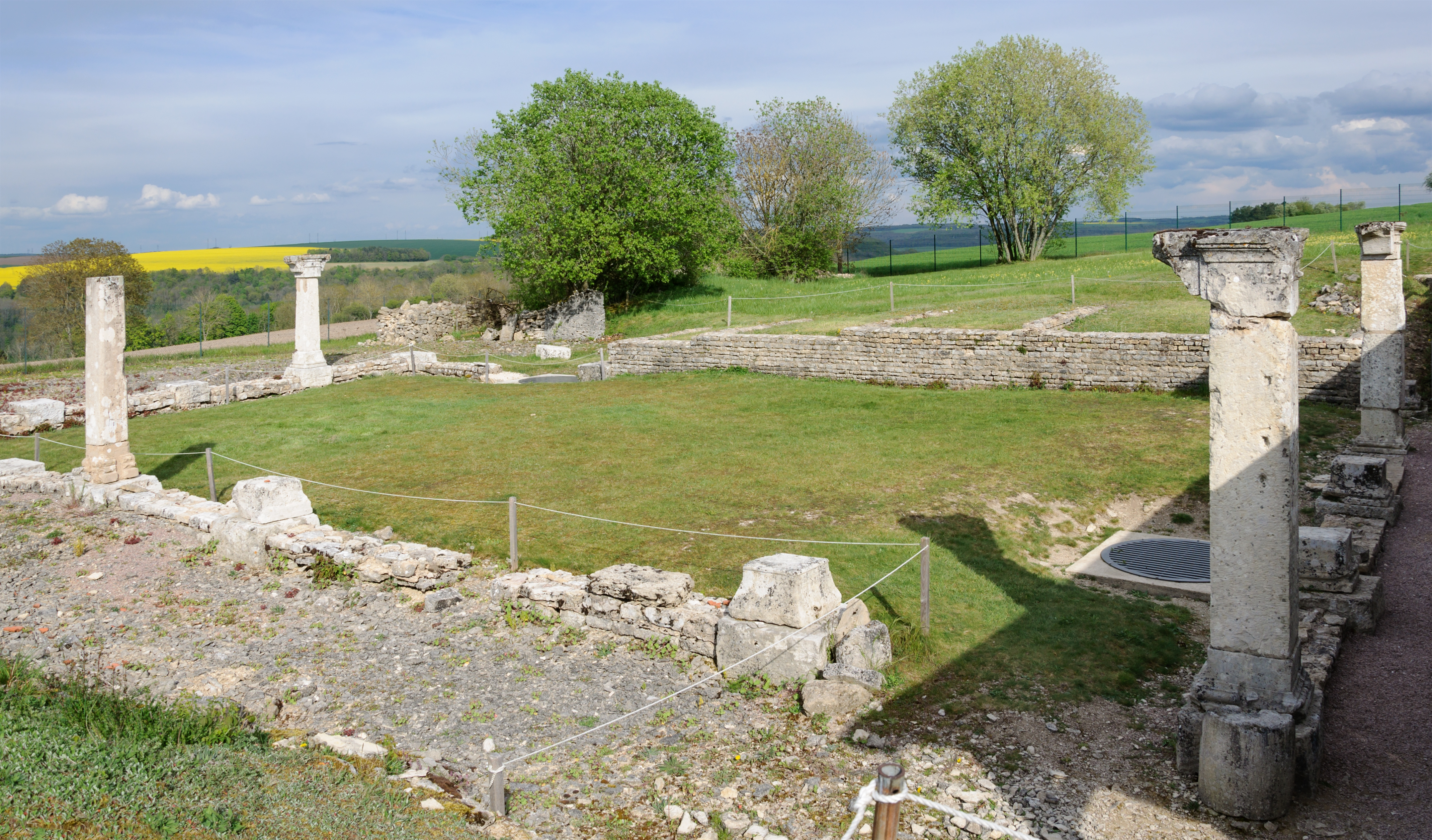
Monument dédié au dieu gaulois Ucuetis et lieu de culte des forgerons et bronziers d'Alésia.
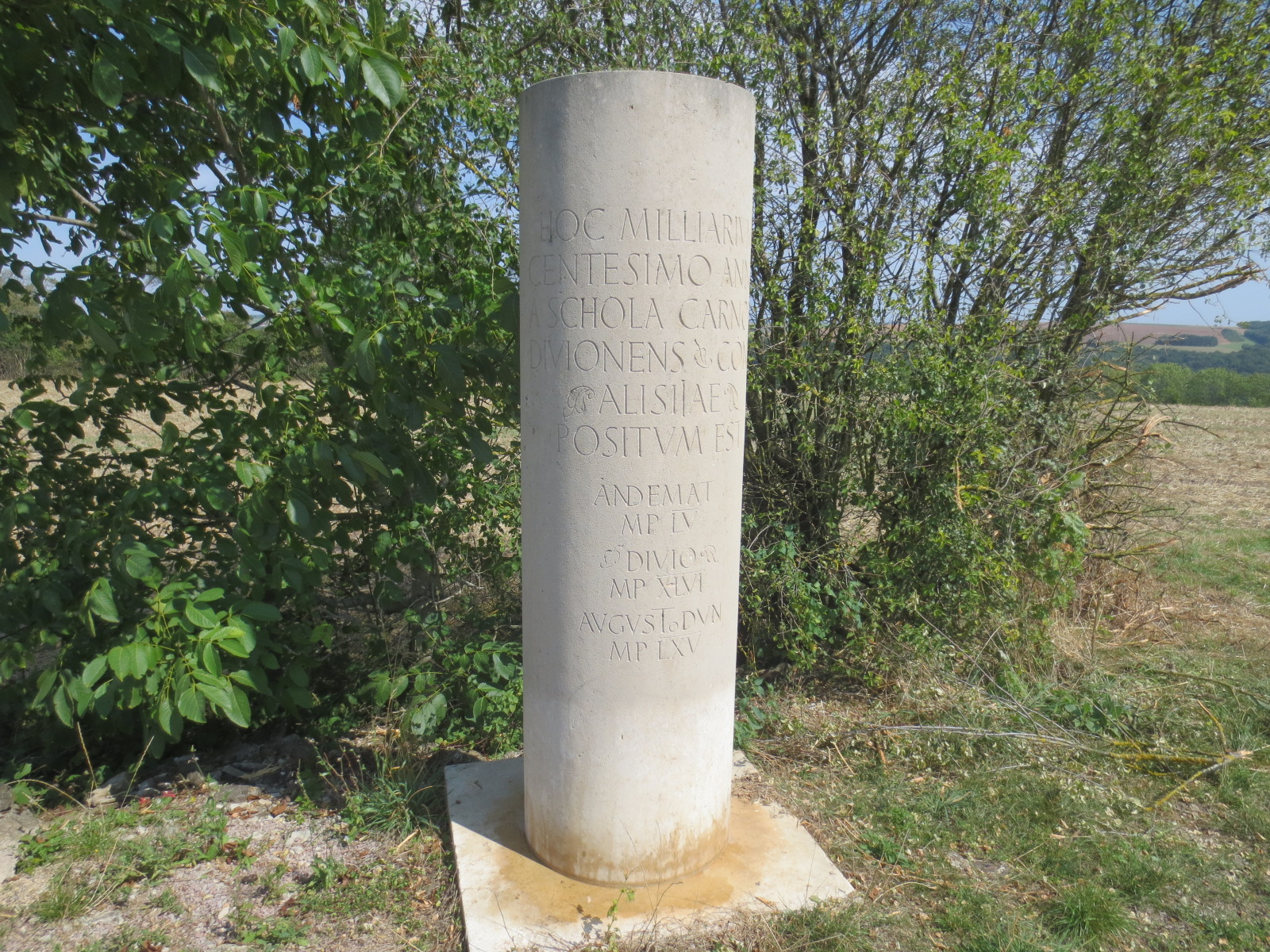
Reconstitution de borne milliaire sur la voie romaine Alésia Sombernon et sur le chemin Alésia Bibracte.